# Telerrealidad
La telerrealidad o televisión de la vida real (también conocido por el anglicismo reality show) es un género de televisión que se encarga de documentar situaciones sin guión y con ocurrencias actuales, en las cuales interactúa un elenco que hasta entonces es desconocido. Este género usualmente resalta lo dramático y conflictivo de la vida de los personajes, algo que lo compara con el género documental. Utiliza diferentes elementos estandarizados como los confesionales donde el elenco expresa sus pensamientos, e inclusive sirven como narradores del programa. En competiciones basadas en telerrealidades, existe la parte de eliminación por episodio, un panel de jueces y el concepto de inmunidad de la eliminación.  
La existencia de este género empieza a principios de 1991 con la serie neerlandesa Nummer 28, que fue el primer programa en juntar a desconocidos y grabar sus interacciones. El fenómeno se retoma a finales de 1990 e inicios de los años 2000 con los grandes éxitos internacionales Survivor y Big Brother. Estos últimos, junto a otros programas basados en competiciones, se volvieron franquicias globales con decenas de versiones en diferentes países. La telerrealidad se convirtió en un elemento para la programación televisiva. En Estados Unidos, varios canales se han especializado en la realización de programas de telerrealidad. El más famoso es MTV, canal nacido en 1981 como expositor de videos musicales, el cual cambió su formato a programas de realidad a principios del año 2000. 
Hay ciertas áreas que se acercan a lo que puede ser clasificado como telerrealidad. Documentales, noticieros, programas deportivos, talk show y programas tradicionales de competencias que no se clasifican dentro del concepto de telerrealidad, aunque tengan elementos básicos del género, como situaciones espontáneas y a veces participantes desconocidos. Algunos programas que siguen al género son aquellos de cámara oculta, programas que buscan talentos, series donde se documenta la vida ordinaria de personas, programas con un gran concepto de juegos, programas de reparación o remodelación de hogares y programas de casos de la vida real. 
Se ha criticado mucho este género desde el incremento de su popularidad. Mucha de esta crítica se ha centrado en el uso de la palabra «realidad» y cierto tipo de shows que se presentan como programas que hacen una crónica de eventos ocurridos. Se ha debatido que la televisión de realidad no presenta la realidad implícita (los participantes son presentados en situaciones artificiales o falsas) y la tachan de engañosa o incluso fraudulenta, por el uso de la técnica de la edición, porque se dice que los participantes son entrenados para comportarse y para saber qué decir, las historias son generadas con anterioridad y las escenas son coreografiadas para las cámaras. Otras críticas incluyen el querer humillar y explotar a los participantes (principalmente en programas de competencias), que hacen estrellas a quienes no tienen talento, cultura, ni son figuras públicas, que además no son de confianza y que embellecen la vulgaridad y el materialismo.

## Funciones de los programas de telerrealidad
Los teóricos establecen una clasificación de los programas dependiendo de las funciones sociales que se han atribuido a la televisión que son las de formar, informar y distraer, de las cuales derivan, respectivamente, los programas educativos, informativos y de entretenimiento.
Son muchos los autores que coinciden en que este género no pertenece en exclusiva ni a lo informativo, ni a lo educativo, ni a lo espectacular, ni a lo real, ni a lo ficticio, sino que pertenece a todos, incluso a la política; la aparición de numerosos escándalos sobre el comportamiento de personajes públicos, los resultados de la crisis económica, el gran distanciamiento entre electores y elegidos, la inflación informativa, etc. Además, la convivencia entre los profesionales de los medios y los políticos habría creado una opacidad en la información que ha arruinado la autoridad y la legitimidad que poseían las instituciones.

## Historia
El primer tipo de programa de telerrealidad fue la cámara escondida, la cual debutó con el programa estadounidense Candid Camera del año 1948. Le siguieron los programas de concursos televisivos originados en los años 50, cuyo primer exponente exitoso fue Miss America, un concurso de belleza tradicional trasladado a la televisión. Hoy en día, los concursos televisivos ya no se incluyen en el género del programa de telerrealidad ya que presentan un guion y son rodados en un ambiente artificial (un estudio de TV). Sin embargo, ocasionalmente se los incluye en el género.
En España el primer programa de telerrealidad data del año 1948. Con el título "¿Quiere usted ser torero?", se grabaron y emitieron una serie de programas de prueba donde participaban aspirantes a torero, previamente seleccionados, faenando en diferentes plazas de Madrid.
A mediados de los años 70 Estados Unidos vivió el primer boom del género, que fue generado por el programa de PBS, An American Family (1973) un programa en el cual la cámara seguía semanalmente la vida de una familia californiana de apellido Loud, cuyos integrantes se convirtieron en estrellas de televisión. Varios programas en EE. UU., Canadá y el Reino Unido copiaron el concepto, aunque este primer boom no logró extenderse más allá del mundo anglosajón.
El segundo boom, que dura hasta hoy, se produjo a partir del año 1989, cuando salió al aire COPS, un programa que acompañaba a policías durante su trabajo. Este programa fue copiado y adaptado a varios otros oficios (por ejemplo, médicos) durante los años 1990 y la primera década del Siglo XXI. Por otra parte, surgieron los shows del tipo Encierro, cuyo origen se remonta al programa neerlandés Nummer 28 del año 1991, el cual fue adaptado un año más tarde por MTV en The Real World y complementado por elementos de game show en Big Brother en 1999.
Durante la segunda mitad de los años 1990 y los primeros años del nuevo siglo surgieron una gran variedad de variantes del concepto, muchos de las cuales tuvieron su origen en Japón. Sobre todo la mezcla entre programas de telerrealidad y programas de juego, sobre todo programas de concursos de canto (como Popstars) fueron muy populares en los años entre 2000 y 2005. Posteriormente hubo una leve decaída del género, sin embargo, este tipo de formatos siguen siendo populares.
En México, el primer programa de telerrealidad fue el que se dio a conocer en la década de 1980 gracias a la televisora pública IMEVISION, quien transmitió el programa Ciudadano Infraganti, donde su conductor Óscar Cadena salía a las calles de la ciudad de México y de otras ciudades del país con una cámara de televisión para entrevistar o evidenciar a los ciudadanos en su comportamiento cívico y social, como problemas de tránsito, problemas de basura en las calles, el maltrato ejercido por autoridades y burócratas, quejas y acusaciones vecinales, eventos masivos de espectáculos y de deportes fuera de los estadios como el mundial México 86, el concierto de Rod Stewart en Querétaro, y testimonios reales de tragedias como las explosiones de San Juan Ixhuatepec de 1984 o los rescates y las sobrevivencias de los terremotos de 1985. Todo acontecer era videograbado y evidenciado con intentos de entrevistas, agresiones, groserías, tal como ocurría, aún con censura, y todo esto con un sentido social, anticipando lo que vendría después en los noventas con los programas de opinión y debate (Y usted qué opina, te ke, Diálogos en confianza) y los talks shows (Cristina, Laura de América, María Laria, El Show de Cevcec). Años después Oscar Cadena ingresa a Televisa y produce Cámara Infraganti con un formato semejante a lo que fue Ciudadano Infraganti, enriqueciéndolo con concursos como Sopa de Videos, con el auge que tuvieron en su momento y que forman parte del fenómeno telerrealidad, como son los vídeos caseros espontáneos de situaciones chuscas y bromas pesadas, acusaciones y testimonios de problemas sociales y vecinales. Por la misma época también se hicieron populares los programas de vídeos chuscos (Ay Caramba, Que Cotorreo, Lente Loco, Solo Para Reír, la saga de películas La Risa en Vacaciones) y los programas dramatizados de testimonio real (Mujer, casos de la vida real, Lo que callamos las mujeres).
El concepto de reality show no era conocido en México, mucho menos los concursos psicosociales de encierros o aislamientos voluntarios, hasta que Televisa contrata los servicios de Endemol de Países Bajos y trae la concesión de Big Brother en 2002. En su primera emisión, con personas desconocidas, fue todo un éxito; tuvo dos emisiones más en los años siguientes, y después la versión Big Brother VIP con personalidades públicas (actores, conductores, periodistas, cantantes, deportistas y políticos) con un gran éxito mayor a la anterior, y de ahí en más 7 emisiones con éxito total. TV Azteca lanza meses después La Academia, superando a la versión mexicana de Operación Triunfo de Televisa, donde 14 jóvenes son preparados en una escuela de alto rendimiento para formar cantantes profesionales para la industria discográfica, quizás la telerrealidad de mayor aceptación y con mayor responsabilidad social que Big Brother. En los años siguientes se siguió realizando, y de allí salieron dos de los cantantes de Pop Mexicano de mayor éxito: Yahir en 2002 y Yuridia en 2005. Tiempo después saltó a la fama Carlos Rivera, quien este participara en 2004. Al igual que algunos de éxito mediano como Myriam Montemayor, Víctor García y Nadia. A raíz de este éxito se forma la agrupación Primera Generación con los 14 integrantes de La Academia 1. Otros que también fueron participes y que quedaron en el gusto popular son Toñita y Erasmo Catarino, de 2002 y 2005. Algunos de estos no lograron buena aceptación o igualar el mismo éxito como el caso de Laura Caro, Erika Alcocer Luna y Colette, quienes participaron en la versión mexicana de La voz de Televisa en 2016 y 2018. De igual forma otros participantes marcaron controversia como el caso de Jolette, quien no se desempeñó adecuadamente y tuvo que abandonar la competencia. También en su versión para niños La Academia Kids, misma temática pero ahora con las madres acompañando a los concursantes.

## Críticas
El colapso de Susan Boyle ha elevado el tono de las críticas de lo que se ha llamado el síndrome del Show de Truman (por la película The Truman Show protagonizada por Jim Carrey). Ese es el nombre dado a los problemas que sufren los participantes de telerrealidad después de ser eliminados o que el programa termina, y su fama desaparece. Se critica el exceso de una industria construida alrededor de lo que se ha llamado «personas desechables» (en inglés disposable people).

Un estudio de la página web TheWarp.com en la semana del 6 de junio de 2009, mostraba que por lo menos 11 exparticipantes de programas de telerrealidad se habían suicidado en los últimos tiempos. En Estados Unidos existen psicólogos especializados en el tema. Jamie Huysman creó la organización AfterTVcare, que ha tratado a más de 800 exconcursantes.

## Tipos de programas
Los programas de telerrealidad se pueden clasificar en 3 grandes grupos:
- Observador pasivo: la cámara observa pasivamente las actitudes de una persona o de un grupo de personas.
- Observador o cámara escondida: la cámara observa a personas que ignoran que son filmadas. Suele utilizarse en programas que hacen bromas o enfrentan a la gente a situaciones inverosímiles, y filman sus reacciones para entretener a su audiencia.
- Concurso de telerrealidad: en este tipo de emisiones un grupo de personas en un ambiente cerrado o al aire libre compiten por un premio, mientras son observados de forma continua por las cámaras.

Los elementos comunes que caracterizan los programas de telerrealidad son los personajes y sus historias presuntamente tomadas de la vida cotidiana. El protagonista, normalmente, se presenta como un ciudadano medio, gente corriente que está dispuesto a actuar como una estrella de las pantallas a cambio de hacer pública su vida privada. El sujeto anónimo de la gran masa se convierte en una "estrella" dado que una de las funciones de los medios de comunicación es otorgar estatus.
Un programa de telerrealidad incluye procedimientos semejantes a los informativos: noticias sobre determinados hechos, documentos, conexiones en directo, avances de agenda y enviados especiales o corresponsales en el extranjero. Actualmente se está desarrollando un género híbrido de telerrealidad llamado infoentretenimiento.

## Temáticas

### Documental
Este estilo también es conocido como "Fly On The Wall" o "Factual Television" en inglés. En diversos programas de telerrealidad, las tomas de la cámara y la edición dan al espectador la impresión de ser observadores pasivos al seguir a las personas en sus actividades diarias, sean personales o de trabajo. Los argumentos de las historias se construyen ocasionalmente gracias al montaje por edición o a situaciones planeadas, esto se asemeja a un serial televisivo pero con las características de un docudrama. En otras palabras, el Estilo Documental ofrece una observación más privada a la vida de los sujetos. Cabe mencionar que a pesar de tener características de un documental, estos programas son diferentes a ese género cinematográfico de no ficción.
El Estilo Documental se divide en diferentes subcategorías o variantes:
Entorno especial de convivenciaAlgunos programas de estilo Documental colocan a miembros del reparto, quienes en casi todos los casos no se conocen entre sí, en entornos artificiales para que convivan; The Real World, de la cadena de televisión de MTV, dio origen a este formato. En la mayoría de estos programas, se le dan a los miembros específicos retos o obstáculos a superar. Road Rules fue otro programa de la misma cadena que empezó en 1995 como un derivado spin-off de The Real World comenzando con este patrón: el reparto viajó a través del país guiados por pistas y la realización de tareas.
Big Brother es probablemente el ejemplo más conocido alrededor del mundo, con aproximadamente 50 versiones internacionales diferentes producidas. Otro ejemplo es The 1900 House, programa donde los miembros de una familia moderna trataban de vivir en la época Victoriana por tres meses en una casa modificada. Confianza Ciega fue un formato que ponía a prueba el compromiso de los integrantes de parejas sentimentales separándolos en dos casas diferentes. U8TV: The Lofters combinó las características del “entorno especial de convivencia” con el de “actividad profesional”; además de que los miembros vivían juntos en un loft, cada uno de ellos fue contratado para participar en una programa de televisión para un canal de cable canadiense.  
Serial televisivoA pesar de que la característica principal de un programa de telerrealidad con estilo documental es mostrar la vida cotidiana de un grupo de personas o un individuo, ha habido casos donde se han tratado de imitar la apariencia y estructura de un serial televisivo. Tales programas comúnmente se centran en un grupo muy unido y en sus cambios de amistad y relaciones románticas. Laguna Beach trató de asemejarse a la serie de televisión The O. C.. Laguna Beach tuvo un mayor parecido a la cinematografía en comparación a cualquier programa de telerrealidad mostrado con anterioridad, ya que se utilizaron elementos tales como alta calidad de luces y cámaras, narración en voz en off (en lugar de “confesionarios”) y cambios de ritmo en la narrativa.  Este programa llevó a varias variantes y secuelas, como la serie The Hills. Asimismo inspiró otras series de otros países incluyendo las series británicas The Only Way Is Essex y Made in Chelsea, o la australiana Freshwater Blue. :Debido a sus cualidades cinematográficas, gran cantidad de estos programas han sido acusados de ser pre escritos, es decir, de tener un contenido falso. Los productores de The Only Way is Essex y Made in Chelsea han admitido de “entrenar” a los miembros del reparto para mostrar más emoción en cada escena. Sin embargo, insisten en que el argumento de la historia es real.
La franquicia The Real Housewives es otro ejemplo de éxito. Estos programas documenta las vidas cotidianas de diversas esposas que residen en varias regiones de Estados Unidos y otros países. A pesar del bajo presupuesto de producción en comparación a Laguna Beach y sus similares, The Real Housewives trata de asemejarse a series de televisión como Desperate Housewives y Peyton Place.
CelebridadesOtro subconjuto del estilo documental involucra celebridades. A menudo esta división tratan acerca de su vida diaria: ejemplos sobresalientes son The Anna Nicole Show, The Osbournes, Gene Simmons Family Jewels, Newlyweds: Nick and Jessica, Keeping Up with the Kardashians y Hogan Knows Best. En otros programas tienen cualidades parecidas al subconjunto “entorno especial de convivencia” gracias a que los famosos se encuentran en una locación específica, por ejemplo: The Simple Life, Tommy Lee Goes to College y The Surreal Life. Incluso, VH1 tuvo un bloque llamado “Celebreality” en donde se transmitían programas de este índole. En muchos casos estos programas son creados con para promover un nuevo producto o proyecto de la celebridad.
Actividades profesionalesAlgunos programas de estilo documental retratan el día a día de un negocio o la realización de un proyecto entero en el transcurso de una serie. Un ejemplo que lleva mucho tiempo al aire es COPS (este programa también se encuentra dentro de Programación Jurídica), el cual se ha transmitido desde 1989. Otros casos de este tipo incluyen programas como Miami Ink, Bikini Barbershop, The First 48, Dog the Bounty Hunter, American Chopper y Deadliest Catch; los shows británicos Airport, Police Stop! y Traffic Cops; los australianos Border Security y Bondi Rescue y el programa Motorway Patrol de Nueva Zelanda.
En 2001, VH1 mostró al aire Bands on the Run. Este programa en especial es un híbrido porque se apreciaban cuatro bandas en un tour, realizando música como su actividad profesional; sin embargo, estos grupos se enfrentaban para ver quién podía conseguir más dinero en un show de modas.
SubculturasAlgunos shows se concentran en culturas y estilos de vida diferentes de los espectadores. Por ejemplo, algunos programas retratan la vida de personas con capacidades diferentes o gente problemas psicológicos, como la serie estadounidense Push Girls y Little People, Big World o las series británicas Beyond Boundaries, The Undateables y Seven Dwarves. :Otro ejemplo son aquellos que muestran la vida de etnias o religiones minoristas, como: All-American Muslim, Shahs of Sunset, Sister Wives, Breaking Amish, Amish Mafia y Washington Heights.
La franquicia The Real Housewives también puede entrar en esta categoría porque ofrece una ventana dentro de las vidas urbanas de las amas de casa. Muchos shows hablan sobre la riqueza y el consumo excesivo. Platinum Weddings y My Super Sweet 16 documentan celebraciones pagadas por padres o tutores con un alto nivel socioeconómico. Por el otro lado, los contextos de Here Comes Honey Boo Boo y Duck Dynasty retratan áreas rurales del sur de Estados Unidos.

### Programación jurídica
Este subgénero de la telerrealidad tiene como base casos o situaciones jurídicos reales. Se puede dividir en:
CorteEn un inicio, los shows relacionados con cortes estaban dramatizados y pre armados con actores en el papel de abogados, litigantes y testigos. Los casos eran recreaciones de casos de la vida real o casos basados en una novela de ficción por completo. Entre los ejemplos de dramas de cortes legales se encuentran Famous Jury Trials, Your Witness y Divorce Court. The People's Court revolucionó el género al introducir un formato de una arbitración con base real en 1981, después esto fue adoptado en la mayoría de los shows de esta variante. El género experimentó un periodo de calma en la programación después de la cancelación de The People's Court, no obstante esto cambió después de la aparición de Judge Judy en 1996. En consecuencia, hubo debuts de una gran cantidad de shows de cortes, tal como Judge Mathis, Judge Joe Brown, Judge Alex, Judge Mills Lane y Judge Hatchett. En Argentina, el fiscal Luis Moreno Ocampo condujo en 1997 un programa de este estilo, llamado Forum. Aunque los litigantes son legítimos, los "jueces" en este tipo de espectáculos son en realidad una especie de árbitros, ya que estos programas en realidad no presiden en un tribunal de justicia. Asimismo, se pudiera tratar de jueces retirados de su profesión, o por lo menos personas que han tenido un poco de experiencia legal.
Documentales de aplicación de la leyOtro subgénero de programación jurídica son los documentales aplicación de la ley. Estos documentales en donde se muestran el cumplimiento de las leyes, son los programas en donde relatan cómo los oficiales realizan sus capturas cuando están en servicio. Estos programas tienden a ser naturalmente impactantes, debido a la captura de presuntos culpables de delitos en actos de la vida real, así como los enfrentamientos con los agentes de policía. El tramo de mayor éxito de este subgénero es COPS.

### Competencias/juegos
Otro subgénero son los programas de competencias, también llamados "shows de juegos", los cuales siguen el formato de concursos no-torneos de eliminación. Usualmente los participantes son grabados en competencia para ganar un premio mientras viven juntos en un ambiente confinados a puerta cerrada. En muchos casos, los participantes son eliminados hasta que una persona o un equipo es declarado el ganador; cada participante es eliminado uno por uno (o a veces dos una vez, esto sucede para que el episodio tenga un twist radical y se respete la duración dada al programa), por medio de votación de desaprobación o por votación al favorito a ganar. El voto es realizado por la audiencia, por los mismos participantes, por un panel de jueces o por la combinación de alguno de los tres. 
Un buen ejemplo de este subgénero es la telerrealidad global "Big Brother", en la cual los miembros viven juntos en la misma casa, donde los participantes desalojaban la casa en intervalos regulares por votación de la audiencia, o en el caso de la versión americana, por el voto de los participantes. 
Existe desacuerdo en si los programas que buscan talentos como la serie Idol, la serie de Got Talent y la serie Dancing With the Stars son realmente acreedores a pertenecer a este subgénero. Aunque los programas involucran la búsqueda tradicional de talentos, siguen la convención de eliminar participantes uno por uno, y separan las actuaciones con vídeo clips mostrando la historias de sus participantes, sus pensamientos acerca de la competición, sus ensayos y sus momentos detrás de cámaras. En adición existe relación entre participantes y jueces.
Los de 'juegos' como ¿Quisiera ser Millonario?, se hicieron famosos en los 2000, sin embargo también mienten en ciertos aspectos. Algunos programas tradicionales, como Atinarle al precio, la acción sucede en un estudio cerrado de televisión en un corto periodo de tiempo; no obstante, tienen un costo de producción mucho más alto, música más dinámica y retos más difíciles donde se pone a prueba el físico o mentalidad del participante para ganar un premio o efectivo. Aquí la interacción se da entre conductor y participante, en ciertos casos también se elimina a uno o varios participantes.
Han existido varias telerrealidades híbridas. Una muy conocida fue Star Academy, la cual combinó el estilo de Big Brother con el formato de la serie Idol. The Biggest Loser se combina con un formato de competencia para la mejora personal. 
Algunas variantes populares del subgénero incluyen:
Competición de citasLas competencias de citas muestran cómo el participante principal elige a uno/a del grupo de pretendientes. Durante el curso del programa o en un episodio de toda la temporada, los pretendientes son eliminados hasta que el participante y el último pretendiente se queden. Este tipo de telerrealidad dominó más que otros géneros alrededor de las televisoras de los Estados Unidos.
Búsqueda de trabajoEn esta categoría, la competición involucra una habilidad que los concursantes deben explotar. Los competidores son seguidos a través de una variedad de retos, los cuales son juzgados por jueces o por un panel de expertos. El show es presentado para aquel participante que está en la búsqueda de algún trabajo con un salario no revelado. El premio incluye contratos y premios que se suman a una cantidad de dinero. El programa busca desarrollar las habilidades de los participantes. :También existen programas donde el premio es una personaje específico dentro de una serie de televisión o película.
CelebridadesEn este caso, no existe una expectativa donde el concursante continúe con la dinámica del programa y donde el precio se done a la caridad.
DeportesMuchos de estos programas crean una competición deportiva entre atletas que intentan establecerse o crearse fama dentro de este ámbito deportivo. Los participantes han desistido voluntariamente o expresado su deseo de salirse de la competencia por la presión de la competencia. :En los programas de deportes, a veces simplemente aparecen en el show y no necesariamente ganan, los concursantes pueden ganar un trabajo.
No todos los programas de deportes involucran atletas tratando de realizar un deporte. Gente no deportista lideran equipos a en un torneo.

#### Inmunidad
Un concepto pionero y único para las competencias, es la idea de la inmunidad, por la cual cada concursante puede ganar la excepción a ser eliminado del programa. Este concepto fue propuesto por Mark Burnett, el productor de la versión estadounidense de Survivor, la cual tuvo su primera temporada en el año 2000. En Survivor las reglas para obtener la inmunidad cada vez se volvían más complejas mientras iba avanzando la temporada e iban quedando menos participantes en la telerrealidad. En muchos programas, la inmunidad es el premio de varios retos y quien gana el reto es digno de la inmunidad. Esta es dicha públicamente y no puede regalarse a otro participante. Es utilizada principalmente en programas de concursos/juegos.

#### Cuarto confesional
Elemento básico en donde los participantes "confiesan" detalles de sus estrategias o de las situaciones ocurridas en el concurso.

### Makeover
Algunos programas cubren el momento donde un grupo de personas cambia la vida de alguien "mejorando" cierta situación de los participantes. Algunas veces el mismo grupo de personas cubren toda la temporada (como en The Swan y Celebrity Fit Club), pero usualmente debe de haber un nuevo objetivo para mejorar cada episodio. A pesar de las diferencias de los contenidos, este formato es casi siempre el mismo: empieza introduciendo a los sujetos o el ambiente o situación de mejora, después se presenta a los expertos quienes dan las instrucciones para mejorar y finalmente los sujetos son devueltos a su situación pero con cambios. Esta categoría integra:  The Biggest Loser, Extreme Weight Loss y Fat March (pérdida de peso), Extreme Makeover (remodelación de domicilios), Queer Eye, What Not to Wear y How Do I Look? (estilo), Supernanny (cuidado de niños), Made (transformación de vida), Trinny & Susannah Undress y Bridalplasty (fashion y cambio cosmético), Tool Academy (construcción) y Charm School y From G's to Gents (mejoras de comportamiento). El programa Inglés Snog Marry Avoid?, presentado por Ellie Taylor muestra a miembros del público quienes usualmente llevan puesto un vestido extraño o sin sentido y les hacen un cambio de look para hacerlos "formales o presentables".

### Renovación
Muestra la renovación o el cambio de parte o de todo el espacio donde una persona vive, trabaja, o vehículo. La serie americana This Old House fue la primera en esta categoría, debutando en 1979 y enseña el principio y fin de una renovación a diferentes casas a lo largo de la temporada; el crítico mediático Jeff Jarvis especula que este ha sido "uno de los más originales programas de telerrealidad". 
En el programa británico Changing Rooms, comenzando en 1996, fue el primero en renovar a concursantes diferentes cada semana. Otros programas incluidos en esta categoría son: Extreme Makeover: Home Edition, Debbie Travis' Facelift, Designed to Sell, While You Were Out y Holmes on Homes. Pimp My Ride y Overhaulin' reconstruyen vehículos. Otros shows, como Restaurant Makeover y Ramsay's Kitchen Nightmares, muestran los pros y los contras de controlar un restaurante remodelado.

### Experimento social
Otro tipo de programa es el de experimento social el cual produce drama, conflicto y a veces transformación. Wife Swap, el cual se empieza a transmitir en el 2003 en Channel 4, y el cual se transmite por 4 temporadas más en ABC, es un gran ejemplo. Personas con diferentes valores acuerdan vivir todos bajo el mismo techo por un corto periodo de tiempo. Otros programas en esta categoría incluyen Trading Spouses, The Bad Girls Club, Holiday Showdown y Secret Millionaire. Faking It fue una serie donde los participantes eran personas que aprendieron una nueva habilidad y que aprenden a ser expertos en eso. Shattered fue una serie muy controvertida de Inglaterra en la cual los concursantes competían por descubrir quién podía pasar más tiempo sin dormir.

### Cámara escondida
Otra categoría es la que implica la famosa cámara escondida la cual siempre está grabando a personas aleatorias en una extraña situación. Algunas variantes modernas Punk'd, Trigger Happy TV, Primetime: What Would You Do?, The Jamie Kennedy Experiment y Just for Laughs: Gags. 
No todos asustan. Por ejemplo, en el programa Cheaters, se graba a sospechosos de infidelidad.

### Sobrenatural y paranormal
Telerrealidades sobrenaturales y paranormales, como MTV's Fear, exponen a los participantes en situaciones terroríficas lo cual se envuelve alrededor de lo paranormal. En general, estos programas siguen un patrón estético de visión nocturna, y cámara a mano. También tienen ángulos extraños, subtítulos estableciendo lugar y tiempo, imagen distorsionada y banda sonora no melódica. 
En esta tendencia toman lo paranormal a otra face, el editor cultural de New York Times Mike Hale caracteriza la categoría de cazafantasmas como puro teatro y lo compara con lucha libre profesional o pornografía softcore por sus burlas.

### Poesía
Un caso especial lo constituyen algunos programas de telerrealidad concebidos para el mundo árabe. Habida cuenta de las grandes diferencias culturales con occidente, se optó por un producto afín con la sociedad a la que estaba destinada: la poesía árabe. Así nació Million's Poet en una red televisiva emiratí.

## Trabajos similares en la cultura popular
Un gran número de trabajos de ficción desde la década de los 40, ha tenido elementos parecidos a la telerrealidad. Estos trabajos tienden a establecerse en un futuro distópico con sujetos que son grabados sin su autorización y ocasionalmente recurren a la violencia.
- “The Seventh Victim” (1953) es un cuento de ciencia ficción escrito por Robert Sheckley que relata un juego futurístico donde el jugador debe de cazar a los demás jugadores. El primero que lograra conseguir diez homicidios ganaba el gran premio. Esta historia fungió como base para el filme italiano The 10th Victim (1965).

- ”You're Another” es un cuento creado en 1955 por Damon Knight. Este habla sobre un hombre quien descubre que es un actor en un programa de imagen real visto por billones de personas en el futuro.

- ”A King in New York” es un filme escrito, dirigido y actuado por Charlie Chaplin en 1957. Se muestra a un monarca europeo (interpretado por Chaplin) secretamente filmado mientras habla con la gente en una fiesta en Nueva York. El material se convirtió luego en un programa de televisión.

- “The Prize of Peril” [18] (1958), otra historia de Robert Sheckley, trata sobre un programa de televisión en el cual unos contendientes son voluntarios en participar en una cacería por asesinos entrenados en el periodo de una semana. Aquellos que sobrevivían recibían una gran cantidad de dinero. El argumento fue adaptado en 1970 como una película para la televisión (“Das Millionenspiel”) y de nuevo en 1983 en la película “Le Prix du Danger”.

- ”Golk”, novela escrita por Richard G. Stern's (1960), cuenta acerca de un show de cámaras secretas.

- "It Could Be You" (1964), escrito por el australiano Frank Roberts, es un cuento que habla sobre el día a día de un deporte sangriento que es televisado.

- ”Survivor” (1965), una historia de ciencia ficción de Walter F. Moudy, tiene un contexto en el año 2050. En ese año se celebran los “Olympic War Games” (Juegos de Guerra Olímpicos) entre Rusia y los Estados Unidos. Los juegos se libran para mostrar al mundo la futilidad de la guerra y así disuadir nuevos conflictos. Cada lado tiene un centenar de soldados que luchan en un gran escenario. El objetivo es acabar con el otro; los pocos que sobreviven a la batalla se convierten en héroes. Los juegos son televisados y se discute y habla sobre las tácticas de los soldados, sus antecedentes personales y se muestran repeticiones a cámara lenta de sus muertes.

- ”Real Life” (1979) es un filme del género de comedia que habla acerca de la creación de un programa parecido a An American Family, en el cual todo se torna mal.

- ”Louis the 19th, King of the Airwaves” (1994) es un filme de Québécois que narra la historia de un hombre que firma un contrato para ser la estrella de un programa de televisión que se mantiene al aire las 24 horas del día. Posteriormente, EDtv (1999) fue una adaptación de esta película.

- ”The Truman Show” (1998) es un largometraje protagonizado por Jim Carrey quien descubre que su vida entera ha sido filmada y programada por un programa de telerrealidad que se transmite las 24 horas.

- ”Series 7: The Contenders” (2001) es una película que habla sobre una telerrealidad en donde los contendientes tienen que matarse entre sí parara ganar.

- ”Dead Famous" (2001) es una novela de comedia escrita también por Ben Elton, en donde un miembro del reparto de un programa como Big Brother, es asesinado.

- ”Halloween: Resurrection” (2002) es un largometraje de horror en donde todo ocurre dentro de una casa llena de cámaras. Cada contendiente es grabado en sus acciones para sobrevivir y resolver el misterio de los asesinatos.

- ”American Dreamz” (2006) es una película que se desarrolla en parte dentro de un espectáculo al estilo American Idol.

- ”Chart Throb” (2006) es una novela cómica de Ben Elton que hace parodia a The X Factor y The Osbournes, entre otros programas.

- ”Slumdog Millionaire” (2008) es un filme en donde se muestra una versión de Who Wants to Be Millionaire? de la India. La trama ocurre cuando un joven conoce todas las respuestas del programa y es duramente interrogado para averiguar si este hizo algo ilegal para conseguir el premio.

- ”L.A. Candy" (2009) es una serie de novelas para adultos jóvenes escrita por Lauren Conrad. Esta obra está basada en las experiencias de la autora en Laguna Beach y The Hills.